# Bonita (Oregon, Washington megye)
Bonita az Amerikai Egyesült Államok Oregon államának Washington megyéjében elhelyezkedő önkormányzat nélküli település.

## Története
George W. Cassaday helyi lakos nevezte el; a bonita spanyolul „gyönyörűt” jelent. Egykor érintette az Oregon Electric Railway villamosvonala.

## Fordítás
- Ez a szócikk részben vagy egészben  a   Bonita, Oregon című angol Wikipédia-szócikk ezen változatának fordításán alapul.  Az eredeti cikk szerkesztőit annak laptörténete sorolja fel. Ez a jelzés csupán a megfogalmazás eredetét és a szerzői jogokat jelzi, nem szolgál a cikkben szereplő információk forrásmegjelöléseként.